# Grentheville
Grentheville (ɡʁɑ̃t.vilⓘ) es una población y comuna francesa, situada en la región de Baja Normandía, departamento de Calvados, en el distrito de Caen y cantón de Bourguébus.

## Demografía
| 194 | 224 | 188 | 311 | 597 | 753 |
| Para los censos de 1962 a 1999 la población legal corresponde a la población sin duplicidades (Fuente: INSEE [Consultar]) |     |     |     |     |     |